# Orientogomphus minor
Orientogomphus minor – gatunek ważki z rodziny gadziogłówkowatych (Gomphidae). Występuje w Azji Południowo-Wschodniej; stwierdzony w Tajlandii i na Półwyspie Malajskim, możliwe, że występuje też w Mjanmie i Laosie.